# Помпьяк
Помпья́к (фр. Pompiac) — коммуна во Франции, находится в регионе Юг — Пиренеи. Департамент — Жер. Входит в состав кантона Саматан. Округ коммуны — Ош.
Код INSEE коммуны — 32322.

## География

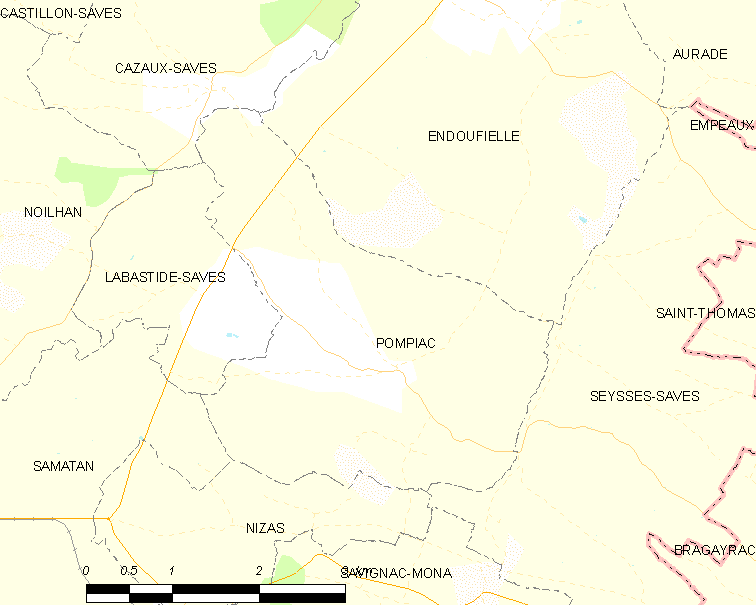
Карта коммуны

Коммуна расположена приблизительно в 610 км к югу от Парижа, в 37 км западнее Тулузы, в 38 км к юго-восточнее от Оша.
На северо-западе коммуны протекает река Сав.

## Климат
Климат умеренно-океанический. Лето жаркое и немного дождливое, температура часто превышает 35 °С. Зимой часто бывает отрицательная температура и ночные заморозки. Годовое количество осадков — 700—900 мм.

## Население
Население коммуны на 2010 год составляло 182 человека.
| 1962 | 1968 | 1975 | 1982 | 1990 | 1999 | 2010 |
| ---- | ---- | ---- | ---- | ---- | ---- | ---- |
| 150  | 139  | 135  | 126  | 146  | 144  | 182  |

## Администрация
| Период | Период | Фамилия      | Партия | Примечания |
| ------ | ------ | ------------ | ------ | ---------- |
| 2001   | 2008   | Жан Добер    |        |            |
| 2008   | 2020   | Бернар Добер |        |            |

## Экономика
В 2010 году среди 114 человек трудоспособного возраста (15-64 лет) 89 были экономически активными, 25 — неактивными (показатель активности — 78,1 %, в 1999 году было 65,5 %). Из 89 активных жителей работали 82 человека (44 мужчины и 38 женщин), безработных было 7 (4 мужчины и 3 женщины). Среди 25 неактивных 10 человек были учениками или студентами, 11 — пенсионерами, 4 были неактивными по другим причинам.